# Kynan Forney
Kynan Lerrol Forney (* 8. September 1978 in Nacogdoches, Texas) ist ein ehemaliger US-amerikanischer American-Football-Spieler auf der Position des Guards. Er spielte in seiner Karriere bei den Atlanta Falcons, San Diego Chargers und den Jacksonville Jaguars in der National Football League (NFL).

## Frühe Jahre
Forney ging auf die High School in seiner Geburtsstadt Nacogdoches, Texas. Später besuchte er die University of Hawaiʻi at Mānoa.

## NFL

### Atlanta Falcons
Forney wurde im NFL-Draft 2001 in der siebten Runde an 219. Stelle von den Atlanta Falcons ausgewählt. In seiner ersten Profisaison spielte er immerhin  zwölf Mal für die Falcons. In den darauffolgenden Jahren avancierte er immer mehr zum Stammspieler. 2005 erreichte er mit den Falcons das NFC-Championship-Finale, welches jedoch mit 27-10 gegen die Philadelphia Eagles verloren ging. Er blieb sieben Jahre bei den Falcons, ehe er am 29. August 2008 entlassen wurde.

### San Diego Chargers
Zur Saison 2008 wurde Forney von den San Diego Chargers verpflichtet. Er absolvierte kein Spiel für die Chargers.

### Jacksonville Jaguars
Am 8. September 2009 nahmen ihn die Jacksonville Jaguars für eine Saison unter Vertrag. Er kam in drei Spielen zum Einsatz. Im Jahr 2010 trat er offiziell vom Profifootball zurück.